# Eriko Village
Eriko Village är en ort i Kiribati.   Den ligger i örådet Beru och ögruppen Gilbertöarna, i den sydöstra delen av landet, 400 km sydost om huvudstaden Tarawa. Eriko Village ligger 8 meter över havet och antalet invånare är 265.
Terrängen runt Eriko Village är mycket platt.  Närmaste större samhälle är Tabiang Village, 8,6 km nordväst om Eriko Village. 